# Симор Паперт
Симор Аубреј Паперт (Преторија, 29. фебруар 1928 — 31. јул 2016) био је математичар на Масачусетском технолошком институту, научник из области информатике и педагог. Он је један од зачетника вештачке интелигенције и коизумитељ програмског језика Лого, у сарадњи са Волијем Фојерзајгом.

## Одрастање и едукација
Паперт је похађао Универзитет у Витватерсранду, прима ЦА 1949. године, а докторирао је математику 1952. године. Он је затим примио други докторат, такође из математике, на Универзитету у Кембриџу 1959. године, где је био под надзором Франка Смитија. Он је био водећа фигура у револуционарном социјалистичком кругу око Социјалистичког прегледа док је живео у Лондону 1950-их.

## Каријера
Паперт је радио као истраживач на различитим местима у које се убрајају и Колеџ Светог Јована, Институт Анри Поенкаре на Париском универзитету, Универзитет у Женеви, Националну лабораторију за физику у Лондону пре него што је постао помоћни истраживач на МИТ универзитету 1963. године. Био је на тој позицији све до 1967, када је постао професор примењене математике и директор МИТ Лабораторије за вештачку интелигенцију, све до 1981. године; Предаваој је педагогију Цецилу и Иди Грин на МИТ од 1974-1981.

## Истраживања и теорије
Паперт је радио на теоријама учења и познат је по фокусирању на утицају нове технологије и учењу уопштено, а у школама је посебно познат по организацији учења. 

### Конструкционизам
На МИТ Паперт је креирао истаживачку групу која је проучавала епистемологију и учење на МИТ на Одељењу Машинске Архитектуре која је касније преименована у МИТМедиа Лабораторију. Ту је развио теорију учења названу конструкционизам, изграђена на основу научног рада Жан Пијажеа  под називом Конструкционистичке теорије учења. Он је радио ја Жан Пијажеом на Женевском Универзитету од 1953-1963. и био је један од његових штићеника; Пијаже
је једном изјавио " нико не схвата моје идеје тако добро као Паперт". Паперт је помоћу својих теорија о учењу унапредио начин рада у школама.

### Лого
Паперт користи Пијажеов рад у свом развоју Лого програмског језика док је био на МИТ-у. Он је створио Лого као средство за побољшање начина на који деца мисле и решавају проблеме. Развијен је мали мобилни робот под називом "лого корњача", а деца су показала како да га искористе за решавање једноставних проблема у току игре. Главни циљ истраживачке групе Лого Фондације је да се ојача способност да се научи знање. Паперт инсистира на једноставном језику или програму који деца могу да уче — налик Логоу —такође може имати напредне функције за искусније кориснике.

### Други радови
У склопу свог рада на технологији, Паперт је био правни заступник Машине Знања. Био је руководилац "Лаптоп по детету", иницијативе за производњу и дистрибуцију Дечије Машине у земљама у развоју. 
Паперт је такође сарађивао са Легом на њиховом Лего Олује ума програмирајућем роботском комплету. 

## Утицај и награде
Папертов рад су користили истраживачи на пољу едукације и науке о рачунарима. Имао је утицаја на рад Uri Wilensky када је дизајнирао НетЛого и сарађивао је са њим на проучавању реструктурације знања. Такође је утицао и на рад Andrea diSessa и на развој "динокорњаче". 1981. године Паперт је у сарадњи са још неколико људи из Лого групе на МИТ-у основао фирму Logo Computer Systems Inc. (LCSI). где је био председник Одбора преко 20 година. Радећи на LCSI Паперт је програмирао неколико награђених програма, укључујући и LogoWriter  и Лего/Лого (рекламиран као Лего Олује). Он је такође утицао на рад Idit Harel Caperton; ко-аутор је чланака и књига под називом Конструкционизам, а био је и председник Саветодавног одбора фирме МаМаМедиа. Био је инспирација Alan Kay-у и концепту Dynabook, радили су заједно на различитим пројектима.
Добио је Guggenheim стипендију 1980. године, Marconi International стипендију 1981. а 1994 године је добио награду за животно дело од Удружења Софтверских Издвача као и Smithsonian награду од Света Компјутера 1997 године. Марвин Мински је за њега изјавио да је "најбољи живи математичар и педагог".

## Приватни живот
Sherry Turkle, порфесор са МИТ, је била Папертова трећа жена. Заједно су написали утицајан рад " Епистемолошки плурализам и Ревалоризација бетона". 
Паперт је био ожењен Suzanne Massie Papert, која је била руски ученик и аутор књига Павловск, Живот у Руској палати и Земља Ватрених Птица.

## Несрећа у Ханои
Са 78 година Паперт је задобио озбиљну повреду мозга када га је 5.12.2006. године ударио мотоцикл док је био на међународној Комисији за Наставу Математике (ICMI), студијска конференција у Ханоју, у Вијетнаму, Тамо се подвргнуо хитној операцији како би му уклонили угрушак крви у мозгу у француској болници у Ханоју пре него што је пребачен у операциони комплекс са Шведским авио амбулантним Bombardier Challenger летом у Бостон, Масачусетс. У јануару је пребачен у болницу која му је била ближе кући, али је добио сепсу која му је оштетила срчани залистак који је касније морао заменити. До 2008. годне се вратио кући, могао је да размишља и комуницира без муке, ходао је скоро самостално, али је имао "неке компликоване проблеме са говором" па је због тога дуго био на рехабилитацији. Његов рехабилитациони тим је користио експерименталне методе, учили су успут, тако да је и у овом случају он био један од зачетника.

## Изабрана библиографија
Књиге
- McNaughton, Robert; Papert, Seymour (1971). Counter-free automata. M.I.T. Press. ISBN 978-0-262-13076-9.
- Perceptrons, (with Marvin Minsky).  (Enlarged edition). 1988.  978-0-262-63111-2.
- Papert, Seymour A. (1980). Mindstorms: Children, Computers, and Powerful Ideas. Basic Books. ISBN 978-0-465-04674-4.
- Papert, S. & Harel, I. (eds). (1991) Constructionism: research reports and essays 1985—1990. by the Epistemology and Learning Research Group, the Media Lab, Massachusetts Institute of Technology, Ablex Pub. Corp, Norwood, NJ.
- Papert, Seymour (1993). The Children's Machine: Rethinking School in the Age of the Computer. Basic Books. ISBN 978-0-465-01063-9.
- Papert, Seymour (1996). The Connected Family: Bridging the Digital Generation Gap. Longstreet Press. ISBN 978-1-56352-335-9.